# Rallye Safari 1983
Le Rallye Safari 1983 (31st Marlboro Safari Rally), disputé du 30 mars au 4 avril 1983, est la cent-quinzième manche du championnat du monde des rallyes (WRC) courue depuis 1973, et la quatrième manche du championnat du monde des rallyes 1983.

## Contexte avant la course

### Le championnat du monde
Ayant succédé en 1973 au championnat international des marques (en vigueur de 1970 à 1972), le championnat du monde des rallyes se dispute sur un maximum de treize manches, comprenant les plus célèbres épreuves routières internationales, telles le Rallye Monte-Carlo, le Safari ou le RAC Rally. Depuis 1979, le championnat des constructeurs a été doublé d'un championnat pilotes, ce dernier remplaçant l'éphémère Coupe des conducteurs, organisée à seulement deux reprises en 1977 et 1978. Le calendrier 1983 intègre douze manches pour l'attribution du titre de champion du monde des pilotes dont dix sélectives pour le championnat des marques (le Rallye de Suède et le Rallye de Côte d'Ivoire en étant exclus). Les épreuves sont réservées aux catégories suivantes :
- Groupe N : voitures de grande production de série, ayant au minimum quatre places, fabriquées à au moins 5000 exemplaires en douze mois consécutifs ; modifications très limitées par rapport au modèle de série (bougies, amortisseurs).
- Groupe A : voitures de tourisme de grande production, fabriquées à au moins 5000 exemplaires en douze mois consécutifs, avec possibilité de modifications des pièces d'origine ; poids minimum fonction de la cylindrée.
- Groupe B : voitures de grand tourisme, fabriquées à au moins 200 exemplaires en douze mois consécutifs, avec possibilité de modifications des pièces d'origine (extension d'homologation portant sur 10% de la production). Les élargisseurs d'aile rapportés sont interdits[2].
- En outre, les anciennes voitures des groupes 2 (tourisme spécial) et 4 (grand tourisme spécial) sont admises à participer aux manches mondiales, mais leurs résultats ne seront pas pris en compte dans le cadre du championnat[3].

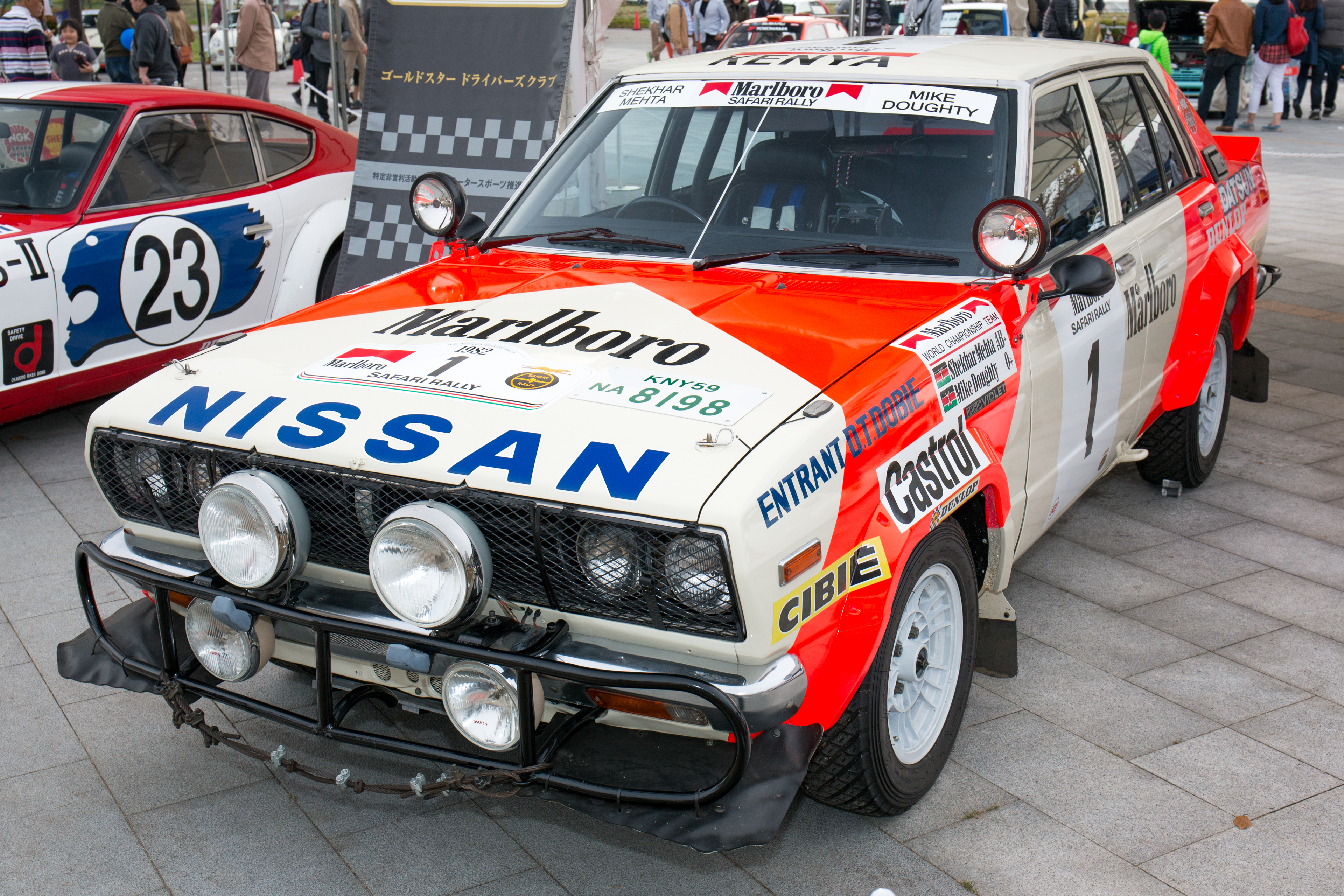
La Nissan Violet GT de 1982 a permis à Shekhar Mehta de remporter sa cinquième victoire au Safari.

Malgré l'apparition des premiers modèles du groupe B, la saison 1982 s'était principalement jouée avec les traditionnelles voitures des groupes 2 et 4. La période de transition est maintenant révolue, mais seule la Scuderia Lancia dispose, avec sa Rally 037, d'un prototype de la dernière génération, les autres acteurs du championnat du monde ayant adapté leurs modèles existants à la nouvelle réglementation. La 037 a obtenu sa première victoire grâce à Walter Röhrl au Rallye Monte-Carlo, mais après le succès de l'Audi Quattro d'Hannu Mikkola au Portugal Lancia et Audi sont désormais à égalité dans la lutte qui les oppose pour le titre constructeurs. La marque allemande a déployé d'énormes moyens pour sa première participation au Safari, contrairement à Lancia qui concentre ses efforts sur les épreuves européennes.

### L'épreuve
Couru pour la première fois en 1953, le Safari s'avère le plus difficile des rallyes africains. Disputée à l'origine sur les territoires britanniques du Kenya, du Tanganyika et de l'Ouganda, l'épreuve fut maintenue lors de la décolonisation de l'Empire britannique, mais son parcours fut progressivement recentré au Kenya. Le Safari est l'une des deux manches du championnat (avec le Rallye de Côte d'Ivoire) se courant sur la base de la moyenne imposée, le classement étant établi en fonction des écarts sur le temps imparti. Traditionnellement organisé en période de Pâques, il peut se dérouler en période sèche ou en plaine saison des pluies, suivant les aléas du calendrier. Pâques 1983 tombant début avril, les concurrents de cette édition devront affronter des pistes cassantes et très poussiéreuses. Vainqueur des quatre dernières éditions après un premier succès en 1973, le Kenyan Shekhar Mehta est le grand favori de l'épreuve et tentera de s'y imposer une sixième fois au volant de sa Nissan.

## Le parcours

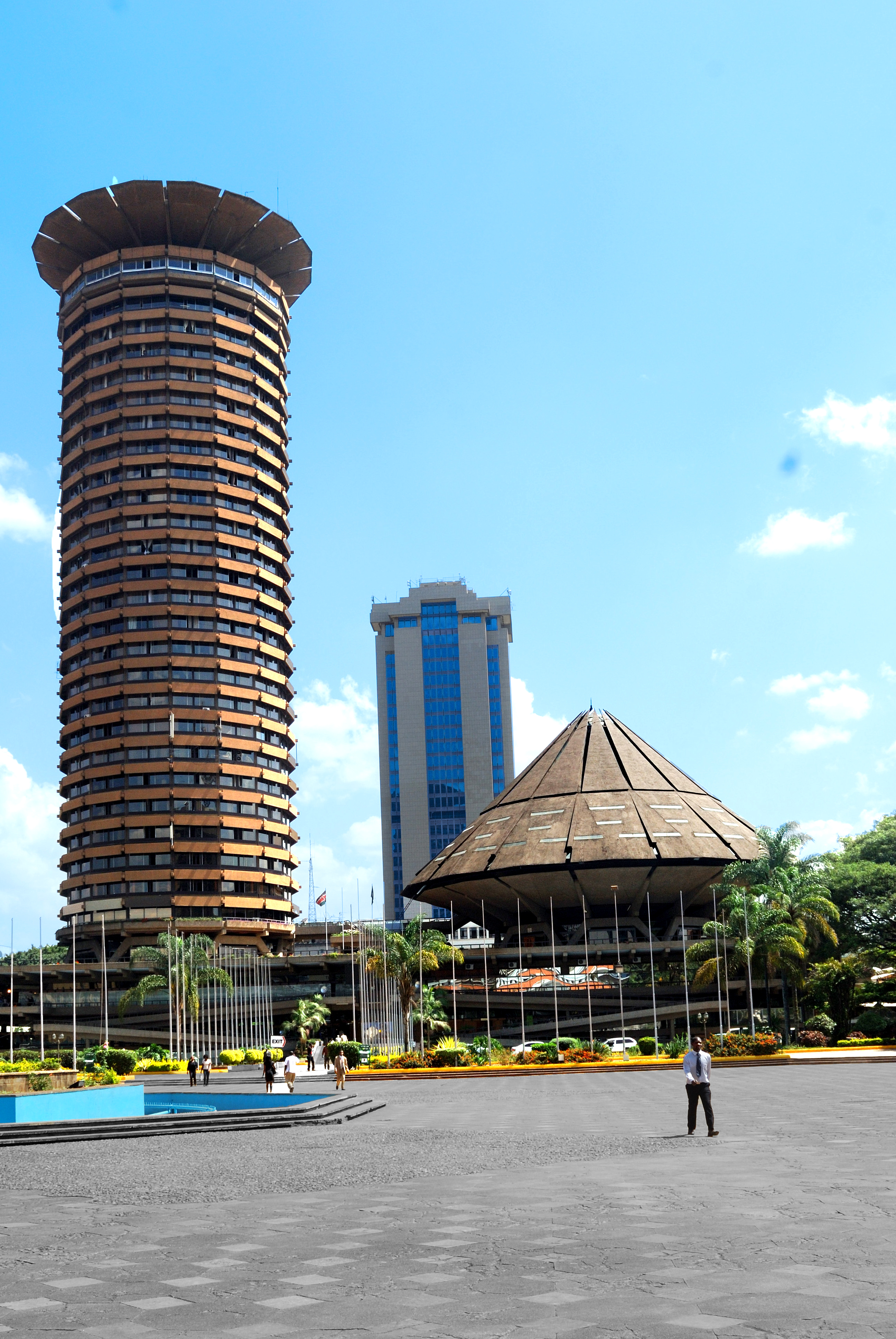
Le KICC de Nairobi, point de départ du Safari.

- vérifications techniques : 30 mars 1983 à Nairobi
- départ : 31 mars 1983 de Nairobi
- arrivée : 4 avril 1983 à Nairobi
- distance : 5 035 km
- surface : terre et rocaille, asphalte (minoritaire)
- Parcours divisé en trois étapes, 87 contrôles horaires[5] (C.H.)

### Première étape
- Nairobi - Mtito-Andei - Mombasa - Mtito-Andei - Nairobi, du 31 mars au 1er avril
- distance : 1 621 km, 25 contrôles horaires

### Deuxième étape
- Nairobi - Rumuruti - Embu - Nairobi, du 1er au 2 avril
- distance : 1 455 km, 24 contrôles horaires

### Troisième étape
- Nairobi - Kakamega - Eldoret - Nakuru - Nairobi, du 3 au 4 avril
- distance : 1 959 km, 38 contrôles horaires

## Les forces en présence
- Audi

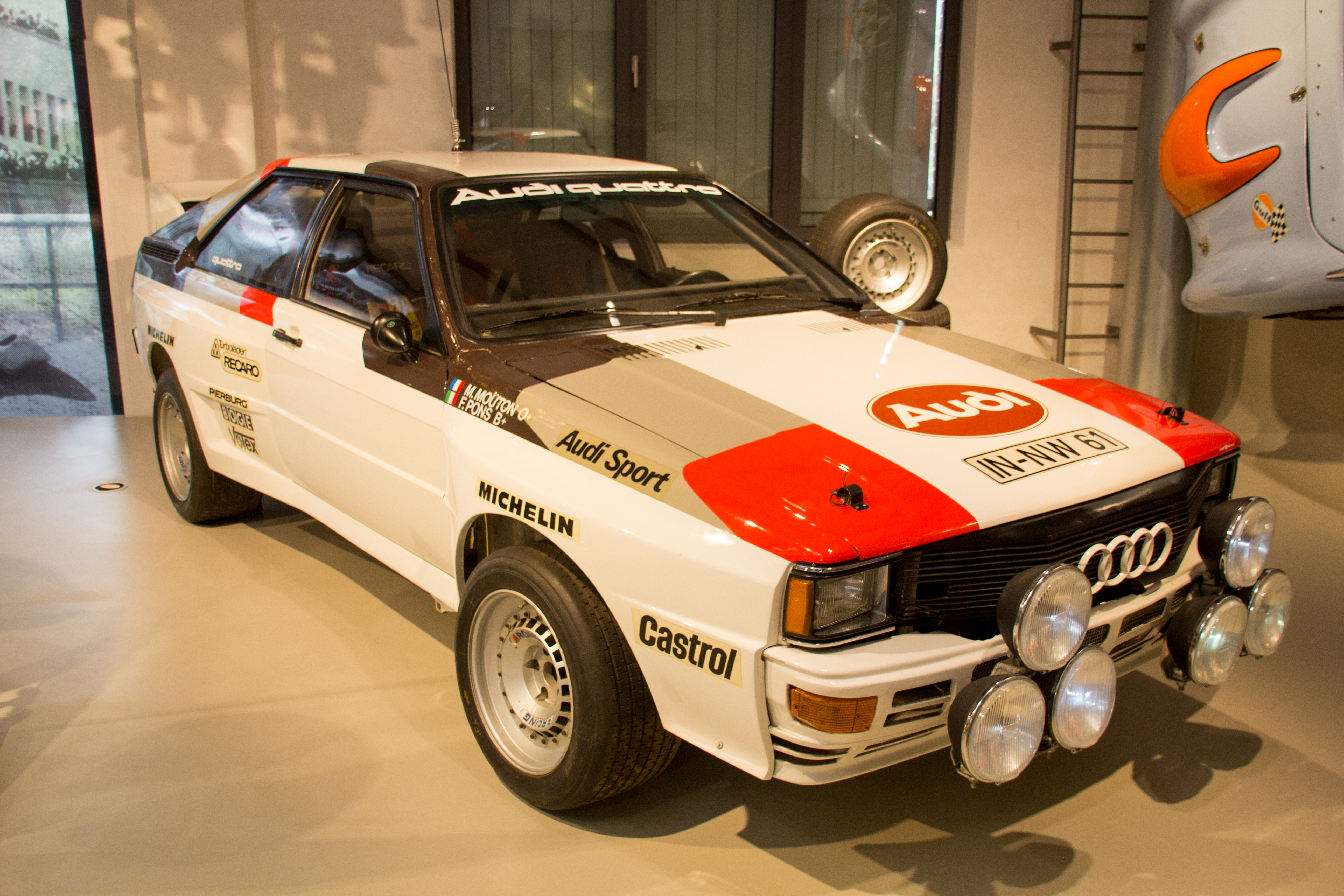
Une Audi Quattro groupe B.

Audi Sport a spécialement préparé trois Quattro A1 groupe B pour les pistes kenyanes, les pilotes habituels Hannu Mikkola et Michèle Mouton étant pour la circonstance épaulés par Vic Preston Jr. Ce dernier a effectué un gros travail de reconnaissance, passant deux mois à effectuer des essais intensifs et à reconnaître le parcours, bouclant près de quinze mille kilomètres durant les semaines précédant le départ. À l'issue de ces tests, les carrosseries ont été renforcées, les voitures pesant 1200 kg ; par souci de fiabilité, la pression du turbocompresseur a été réduite, limitant la puissance du moteur cinq cylindres vingt soupapes à 310 chevaux au lieu des 330 habituels. Grâce à la traction intégrale qui leur assure une excellente motricité dans les conditions d'adhérence précaire, ces voitures devraient être les plus rapides de l'épreuve, mais leur complexité mécanique peut se révéler un handicap sur un parcours particulièrement difficile. Elles sont chaussées de pneus Michelin.
- Nissan

Le constructeur japonais a remporté les quatre dernières éditions du Safari grâce à sa robuste berline Violet, particulièrement endurante sur ce type de terrain, modèle qui est toujours utilisé par quelques pilotes amateurs locaux. Ce sont désormais les coupés 240RS groupe B qui vont défendre les couleurs de la marque en Afrique. Trois voitures officielles ont été préparées, le quintuple vainqueur Shekhar Mehta étant épaulé par son compatriote Mike Kirkland et Timo Salonen. Engagé à titre privé, le Tanzanien Jayant Shah dispose d'un modèle identique. En configuration piste, les 240 RS pèsent 1120 kg. Leur moteur quatre cylindres de 2340 cm3 alimenté par deux carburateurs double corps Solex développe 255 chevaux à 8000 tr/min. Elles utilisent des pneus Dunlop.
- Opel

L'écurie Rothmans aligne deux Ascona 400 groupe B pour Ari Vatanen et le vétéran Rauno Aaltonen, qui en est à sa vingtième participation au Safari, épreuve qu'il a failli gagner à maintes reprises. Chaussées de pneus Michelin, les Ascona sont équipées d'un moteur quatre cylindres de 2420 cm3 développé par Cosworth, d'une puissance de l'ordre de 260 chevaux. Leur poids est de l'ordre de 1150 kg.
- Subaru

Subaru Motor-sport a engagé six Leone groupe 2, petites berlines à quatre roues motrices dotées d'un moteur boxer quatre cylindres de 1800 cm3 délivrant de plus de 135 chevaux, la marque étant également représentée par quatre équipages privés. Ces modèles pèsent moins d'une tonne et utilisent des pneus Bridgestone. L'expérimenté Vic Elford est le pilote de pointe de cette équipe.
- Alfa Romeo

Sandro Munari est une nouvelle fois sorti de sa retraite pour s'aligner sur une Alfetta GTV6 groupe 2 préparé par Autodelta. Ce coupé de 1200 kg est animé par un moteur V6 de deux litres et demi, d'une puissance de 215 chevaux. Munari utilise des pneus Pirelli.
- Range Rover

Comme l'année précédente, Rob Collinge prend le départ sur un Range Rover groupe 2, à moteur V8 de trois litres et demi de cylindrée délivrant 200 chevaux. Équipé de pneus Michelin, ce véhicule tout terrain est handicapé par son poids élevé (environ 1700 kg), mais sa robustesse et ses aptitudes au franchissement pourraient permettre au pilote kenyan de bien figurer à l'arrivée.

## Déroulement de la course

### Première étape

#### Nairobi - Mombasa
C'est sous le soleil que les équipages s'élancent de Nairobi, le jeudi matin, en direction de l'océan indien. Dès les premières difficultés du parcours, Hannu Mikkola prend la tête au volant de son Audi Quattro, mais le pilote finlandais va être immobilisé pendant presque deux heures dans le secteur des Monts Taita, poulie de pompe à eau cassée. Sa coéquipière Michèle Mouton prend alors la tête et rallie le parc fermé de Mombasa avec trois minutes d'avance sur la Nissan de Timo Salonen, talonné par ses coéquipiers Mike Kirkland et Shekhar Mehta. Juste derrière viennent l'Audi de Vic Preston et les Opel de Rauno Aaltonen et Ari Vatanen. Hormis la panne ayant frappé Mikkola, aucun incident significatif n'est venu entraver la progression des favoris.

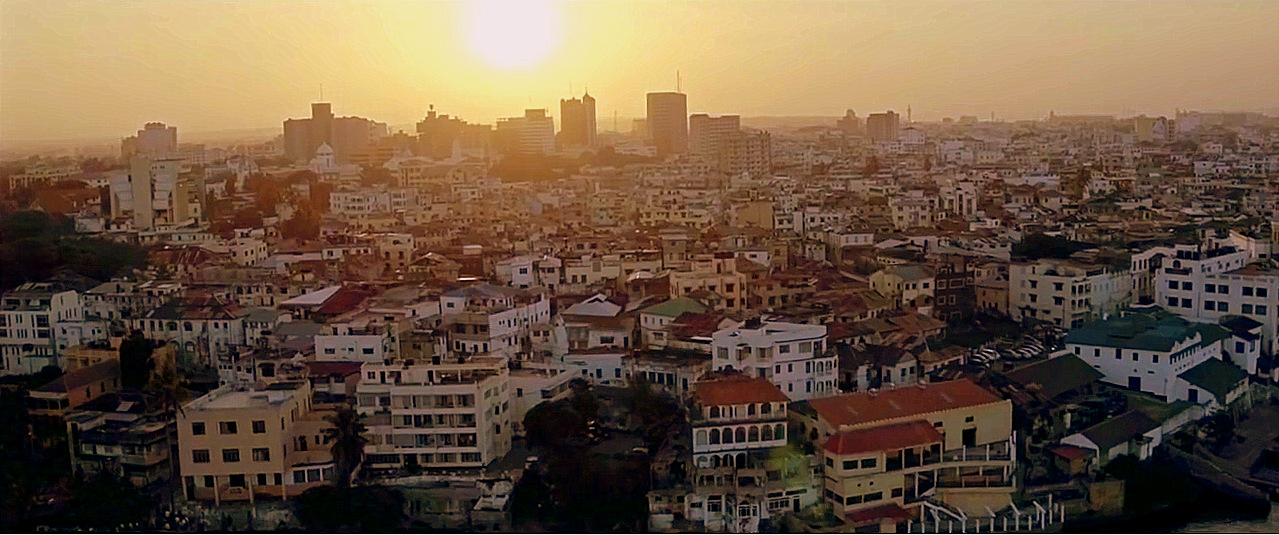
Mombasa, au bord de l'océan indien.

| Pos. | Pilote          | Copilote           | Voiture               | Groupe | Pénalisations | Écart    |
| ---- | --------------- | ------------------ | --------------------- | ------ | ------------- | -------- |
| 1    | Michèle Mouton  | Fabrizia Pons      | Audi Quattro A1       | B      | 18 min        |          |
| 2    | Timo Salonen    | Seppo Harjanne     | Nissan 240RS          | B      | 21 min        | + 3 min  |
| 3    | Mike Kirkland   | Anton Levitan      | Nissan 240RS          | B      | 23 min        | + 5 min  |
| 4    | Shekhar Mehta   | Rob Combes         | Nissan 240RS          | B      | 25 min        | + 7 min  |
| 5    | Rauno Aaltonen  | Lofty Drews        | Opel Ascona 400       | B      | 26 min        | + 8 min  |
| 5=   | Vic Preston Jr  | John Lyall         | Audi Quattro A1       | B      | 26 min        | + 8 min  |
| 7    | Ari Vatanen     | Terry Harryman     | Opel Ascona 400       | B      | 27 min        | + 9 min  |
| 8    | Rob Collinge    | Stuart Pegg        | Range Rover           | 2      | 45 min        | + 27 min |
| 9    | Yoshio Iwashita | Yoshimasa Nakahara | Nissan Bluebird Turbo | B      | 50 min        | + 32 min |
| 10   | Jayant Shah     | Aslam Khan         | Nissan 240RS          | B      | 57 min        | + 39 min |

#### Mombasa - Nairobi
Les équipages repartent de Mombasa sans la soirée. Michèle Mouton se maintient en tête jusqu'à Samburu, où la perte d'une roue arrière va lui faire perdre plus de quarante minutes, la faisant rétrograder à la sixième place du classement. Salonen prend le commandement avec quelques minutes d'avance sur ses coéquipiers Kirkland et Mehta mais le vendredi matin, à moins de deux cents kilomètres de Nairobi, le pilote finlandais va perdre une vingtaine de minutes à cause de ses mécaniciens, lors d'une opération de routine sur les suspensions. Mehta prend la tête devant Kirkland, très brièvement car peu après les deux Nissan de tête abandonnent, rupture d'arbre à cames sur celle de Mehta et piston cassé sur la seconde ! Preston est propulsé à la première place et rallie la capitale avec onze minutes d'avance sur Salonen et plus de trente sur Mouton, remontée en troisième position. Auteur d'un parcours sans le moindre problème, Rob Collinge pointe au quatrième rang sur son Range Rover, précédant les deux Opel d'Aaltonen et Vatanen, ce dernier ayant été retardé par de multiples crevaisons et un différentiel cassé. Très régulier, Vic Elford occupe une prometteuse septième place sur sa petite Subaru. Il ne reste plus que quarante-sept voitures en course.
| Pos. | Pilote         | Copilote        | Voiture             | Groupe | Pénalisations | Écart        |
| ---- | -------------- | --------------- | ------------------- | ------ | ------------- | ------------ |
| 1    | Vic Preston Jr | John Lyall      | Audi Quattro A1     | B      | 1 h 01 min    |              |
| 2    | Timo Salonen   | Seppo Harjanne  | Nissan 240RS        | B      | 1 h 12 min    | + 11 min     |
| 3    | Michèle Mouton | Fabrizia Pons   | Audi Quattro A1     | B      | 1 h 35 min    | + 34 min     |
| 4    | Rob Collinge   | Stuart Pegg     | Range Rover         | 2      | 1 h 43 min    | + 42 min     |
| 5    | Rauno Aaltonen | Lofty Drews     | Opel Ascona 400     | B      | 2 h 00 min    | + 59 min     |
| 6    | Ari Vatanen    | Terry Harryman  | Opel Ascona 400     | B      | 2 h 05 min    | + 1 h 04 min |
| 7    | Vic Elford     | Chris Bates     | Subaru Leone 4WD    | 2      | 2 h 23 min    | + 1 h 22 min |
| 8    | Jayant Shah    | Aslam Khan      | Nissan 240RS        | B      | 2 h 28 min    | + 1 h 27 min |
| 9    | Yasuhiro Iwase | Sudhir Vinayak  | Nissan Violet 160J  | 2      | 2 h 50 min    | + 1 h 49 min |
| 10   | Frank Tundo    | Quentin Thomson | Subaru Leone 4WD    | 2      | 2 h 56 min    | + 1 h 55 min |
| 11   | Hannu Mikkola  | Quentin Thomson | Audi Quattro A1     | B      | 3 h 04 min    | + 2 h 03 min |
| 12   | Basil Criticos | John Rose       | Peugeot 504 pick-up | B      | 3 h 20 min    | + 2 h 19 min |
| 13   | Azar Anwar     | Tim Davis       | Nissan Violet 160J  | 2      | 3 h 42 min    | + 2 h 41 min |
| 14   | Ian Duncan     | Gavin Bennett   | Nissan 1200 pick-up | S      | 3 h 45 min    | + 2 h 44 min |
| 15   | Yoshio Takaoka | Shigeo Sunahara | Subaru Leone 4WD    | 2      | 3 h 48 min    | + 2 h 47 min |

### Deuxième étape

#### Nairobi - Rumuruti
Les concurrents repartent le vendredi soir, vers le nord du pays, empruntant une nouvelle fois des pistes sèches. Ouvrant la route, Preston n'est pas gêné par la poussière et parvient à accroître son avance sur Salonen, qui perd également du terrain sur Michèle Mouton, la Française se rapprochant à dix minutes de la Nissan. après une lutte serrée avec Collinge, Aaltonen est parvenu à s'emparer de la quatrième place tandis que Mikkola est remonté en huitième position.
| Pos. | Pilote         | Copilote        | Voiture            | Groupe | Pénalisations | Écart        |
| ---- | -------------- | --------------- | ------------------ | ------ | ------------- | ------------ |
| 1    | Vic Preston Jr | John Lyall      | Audi Quattro A1    | B      | 1 h 15 min    |              |
| 2    | Timo Salonen   | Seppo Harjanne  | Nissan 240RS       | B      | 1 h 40 min    | + 25 min     |
| 3    | Michèle Mouton | Fabrizia Pons   | Audi Quattro A1    | B      | 1 h 50 min    | + 35 min     |
| 4    | Rauno Aaltonen | Lofty Drews     | Opel Ascona 400    | B      | 2 h 24 min    | + 1 h 09 min |
| 5    | Rob Collinge   | Stuart Pegg     | Range Rover        | 2      | 2 h 30 min    | + 1 h 15 min |
| 6    | Ari Vatanen    | Terry Harryman  | Opel Ascona 400    | B      | 2 h 39 min    | + 1 h 24 min |
| 7    | Jayant Shah    | Aslam Khan      | Nissan 240RS       | B      | 3 h 02 min    | + 1 h 47 min |
| 8    | Hannu Mikkola  | Arne Hertz      | Audi Quattro A1    | B      | 3 h 21 min    | + 2 h 06 min |
| 9    | Yasuhiro Iwase | Sudhir Vinayak  | Nissan Violet 160J | 2      | 3 h 51 min    | + 2 h 36 min |
| 10   | Frank Tundo    | Quentin Thomson | Subaru Leone 4WD   | 2      | 4 h 12 min    | + 2 h 57 min |

#### Rumuruti - Embu
Si le parcours se déroule sans incident notable pour les cinq premiers, il n'en va pas de même pour Vatanen qui, lancé à pleine vitesse, ne peut éviter un zèbre traversant la piste ; direction cassée, le Finlandais perd environ une demi-heure à la faire remplacer. Il va de nouveau perdre du temps peu avant Embu, un choc sur une grosse pierre provoquant le bris du pont arrière de son Opel, rétrogradant à la huitième place derrière Mikkola, avec désormais un retard de près de deux heures et demie sur l'Audi de tête, qui compte maintenant près d'une demi-heure d'avance sur la Nissan de Salonen.
| Pos. | Pilote         | Copilote        | Voiture            | Groupe | Pénalisations | Écart        |
| ---- | -------------- | --------------- | ------------------ | ------ | ------------- | ------------ |
| 1    | Vic Preston Jr | John Lyall      | Audi Quattro A1    | B      | 1 h 39 min    |              |
| 2    | Timo Salonen   | Seppo Harjanne  | Nissan 240RS       | B      | 2 h 08 min    | + 29 min     |
| 3    | Michèle Mouton | Fabrizia Pons   | Audi Quattro A1    | B      | 2 h 20 min    | + 41 min     |
| 4    | Rauno Aaltonen | Lofty Drews     | Opel Ascona 400    | B      | 3 h 04 min    | + 1 h 25 min |
| 5    | Rob Collinge   | Stuart Pegg     | Range Rover        | 2      | 3 h 20 min    | + 1 h 41 min |
| 6    | Jayant Shah    | Aslam Khan      | Nissan 240RS       | B      | 3 h 46 min    | + 2 h 07 min |
| 7    | Hannu Mikkola  | Arne Hertz      | Audi Quattro A1    | B      | 3 h 52 min    | + 2 h 13 min |
| 8    | Ari Vatanen    | Terry Harryman  | Opel Ascona 400    | B      | 4 h 08 min    | + 2 h 29 min |
| 9    | Frank Tundo    | Quentin Thomson | Subaru Leone 4WD   | 2      | 5 h 19 min    | + 3 h 40 min |
| 10   | Yasuhiro Iwase | Sudhir Vinayak  | Nissan Violet 160J | 2      | 5 h 26 min    | + 3 h 47 min |

#### Embu - Nairobi
Le retour sur Nairobi s'effectue sans histoire, Preston conservant sa confortable avance sur Salonen et Mouton. Aaltonen, toujours quatrième, n'est plus sous la menace de Collinge, ce dernier ayant perdu une vingtaine de minutes à cause de projections de pierres ayant brisé deux vitres latérales. Il conserve néanmoins la cinquième place, devant Mikkola et Vatanen. Ayant heurté un rocher, Elford a perdu plus de deux heures et chuté au douzième rang. Il reste trente-six voitures en course.
| Pos. | Pilote              | Copilote           | Voiture               | Groupe | Pénalisations | Écart        |
| ---- | ------------------- | ------------------ | --------------------- | ------ | ------------- | ------------ |
| 1    | Vic Preston Jr      | John Lyall         | Audi Quattro A1       | B      | 1 h 54 min    |              |
| 2    | Timo Salonen        | Seppo Harjanne     | Nissan 240RS          | B      | 2 h 27 min    | + 33 min     |
| 3    | Michèle Mouton      | Fabrizia Pons      | Audi Quattro A1       | B      | 2 h 36 min    | + 42 min     |
| 4    | Rauno Aaltonen      | Lofty Drews        | Opel Ascona 400       | B      | 3 h 24 min    | + 1 h 30 min |
| 5    | Rob Collinge        | Stuart Pegg        | Range Rover           | 2      | 3 h 56 min    | + 2 h 02 min |
| 6    | Hannu Mikkola       | Arne Hertz         | Audi Quattro A1       | B      | 4 h 03 min    | + 2 h 09 min |
| 7    | Ari Vatanen         | Terry Harryman     | Opel Ascona 400       | B      | 4 h 25 min    | + 2 h 31 min |
| 8    | Jayant Shah         | Aslam Khan         | Nissan 240RS          | B      | 4 h 32 min    | + 2 h 38 min |
| 9    | Yoshio Iwashita     | Yoshimasa Nakahara | Nissan Bluebird Turbo | B      | 7 h 04 min    | + 5 h 10 min |
| 10   | Basil Criticos      | John Rose          | Peugeot 504 pick-up   | B      | 7 h 35 min    | + 5 h 41 min |
| 11   | Ian Duncan          | Gavin Bennett      | Nissan 1200 pick-up   | S      | 7 h 53 min    | + 5 h 59 min |
| 12   | Vic Elford          | Chris Bates        | Subaru Leone 4WD      | 2      | 8 h 16 min    | + 6 h 22 min |
| 13   | Yoshio Takaoka      | Shigeo Sunahara    | Subaru Leone 4WD      | 2      | 8 h 22 min    | + 6 h 28 min |
| 14   | Azar Anwar          | Tim Davis          | Nissan Violet 160J    | 2      | 8 h 33 min    | + 6 h 39 min |
| 15   | Yoshinobu Takahashi | Peter Pringle      | Subaru Leone 4WD      | 2      | 8 h 34 min    | + 6 h 40 min |

### Troisième étape

#### Nairobi - Kakamega
Les équipages repartent de Nairobi le lundi, à quatre heures du matin, pour une boucle de près de deux mille kilomètres à l'ouest du pays. Malgré des problèmes de turbo, Preston se maintient à la première place, mais le remplacement de la pièce défectueuse va lui coûter une vingtaine de minutes. Il perd également l'avantage d'ouvrir la route, quatre voitures étant passées devant lui. Sa coéquipière perd plus de temps encore, des problèmes d'injection la retardant de quarante minutes. Elle conserve la troisième place, mais son avance sur Aaltonen a fondu. À la pause de Kakamega, Preston est toujours premier, mais se trouve désormais sous la menace directe de Salonen, qui a rejoint le parc fermé avec moins d'un quart d'heure de retard sur l'Audi de tête. Toujours suivi par Vatanen, Mikkola est remonté à la cinquième place, tous deux ayant dépassé le Range Rover de Collinge.
| Pos. | Pilote         | Copilote       | Voiture             | Groupe | Pénalisations | Écart        |
| ---- | -------------- | -------------- | ------------------- | ------ | ------------- | ------------ |
| 1    | Vic Preston Jr | John Lyall     | Audi Quattro A1     | B      | 3 h 19 min    |              |
| 2    | Timo Salonen   | Seppo Harjanne | Nissan 240RS        | B      | 3 h 33 min    | + 14 min     |
| 3    | Michèle Mouton | Fabrizia Pons  | Audi Quattro A1     | B      | 4 h 18 min    | + 59 min     |
| 4    | Rauno Aaltonen | Lofty Drews    | Opel Ascona 400     | B      | 4 h 27 min    | + 1 h 18 min |
| 5    | Hannu Mikkola  | Arne Hertz     | Audi Quattro A1     | B      | 5 h 10 min    | + 1 h 51 min |
| 6    | Ari Vatanen    | Terry Harryman | Opel Ascona 400     | B      | 5 h 33 min    | + 2 h 14 min |
| 7    | Rob Collinge   | Stuart Pegg    | Range Rover         | 2      | 5 h 51 min    | + 2 h 32 min |
| 8    | Jayant Shah    | Aslam Khan     | Nissan 240RS        | B      | 6 h 29 min    | + 3 h 10 min |
| 9    | Basil Criticos | John Rose      | Peugeot 504 pick-up | B      | 10 h 39 min   | + 7 h 20 min |
| 10   | Yoshio Takaoka | Adrian Bell    | Subaru Leone 4WD    | 2      | 10 h 58 min   | + 7 h 39 min |

#### Kakamega - Eldoret
Cinquième sur la route, Preston est maintenant gêné par la poussière soulevée par les voitures parties avant lui. Il ne tarde pas à rattraper l'Opel de Vatanen et se colle dans son sillage, attendant la première occasion de le dépasser. Aveuglé, il manque un virage et heurte un premier rocher avant de rebondir sur un second. Ses mécaniciens vont passer deux heures à tenter de réparer l'Audi. Reparti en septième position, Preston ne sera pas en mesure d'aller beaucoup plus loin. Salonen a pris la tête de la course, devant l'Audi de Michèle Mouton (à trente-sept minutes) et l'Opel d'Aaltonen (onze minutes plus loin). Ce dernier va cependant abandonner peu après, aux environs de Malava, moteur cassé, laissant Mikkola et Vatanen aux prises pour la troisième place. Peu après, c'est au tour de Mouton de connaître de sérieux problèmes mécaniques, tout d'abord d'injection puis d'alternateur, qui lui font perdre la seconde place. À l'arrivée au parc fermé d'Eldoret, Salonen possède une très confortable avance, avec plus d'une heure et demie de marge sur Vatanen, suivi à dix minutes par Mikkola. Mouton a rétrogradé à la quatrième place, précédant de peu le Range Rover de Collinge et la Nissan de Shah.

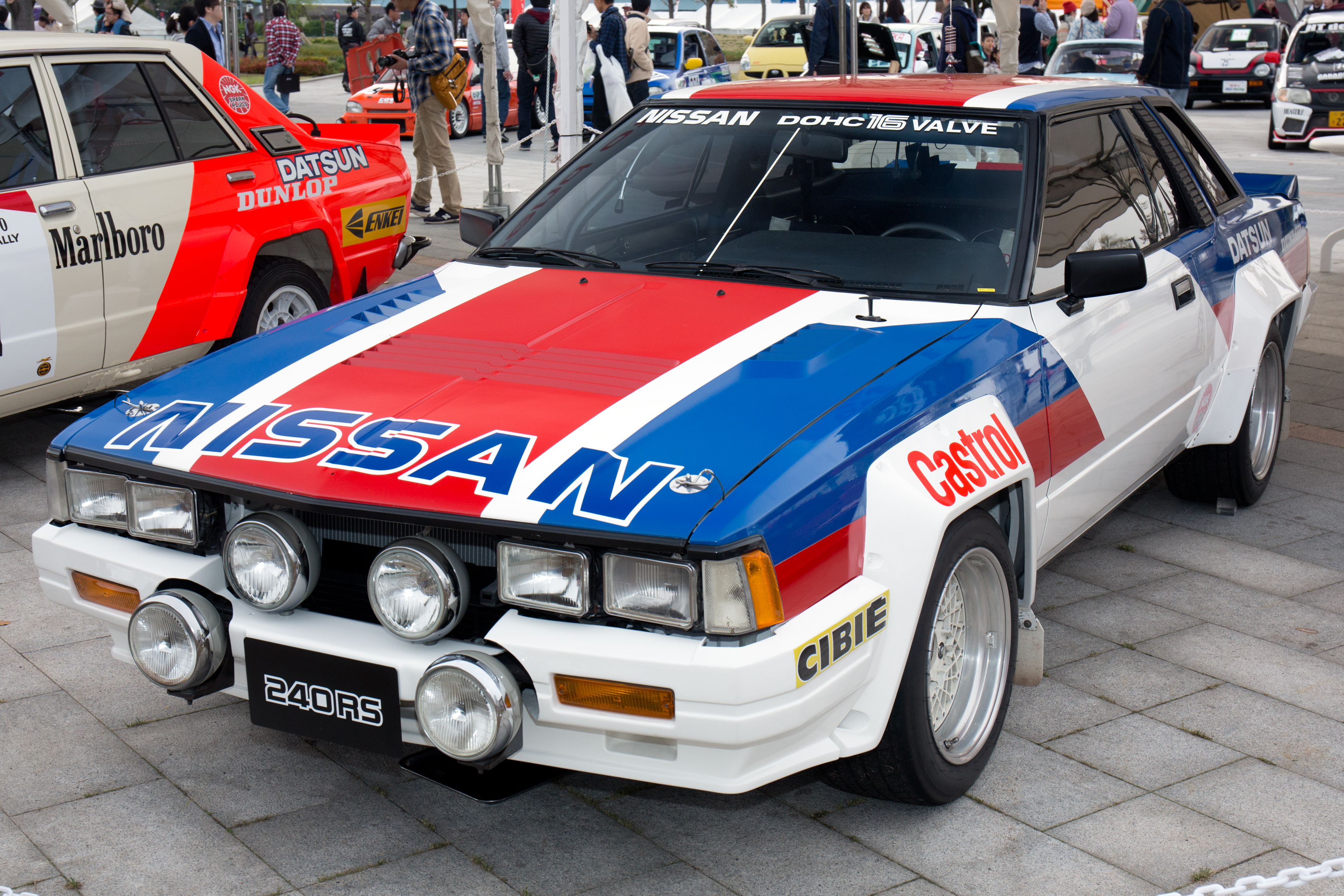
Une Nissan 240RS semblable à celle de Timo Salonen, en tête à quelques encablures de l'arrivée.

| Pos. | Pilote              | Copilote       | Voiture             | Groupe | Pénalisations | Écart        |
| ---- | ------------------- | -------------- | ------------------- | ------ | ------------- | ------------ |
| 1    | Timo Salonen        | Seppo Harjanne | Nissan 240RS        | B      | 4 h 40 min    |              |
| 2    | Ari Vatanen         | Terry Harryman | Opel Ascona 400     | B      | 6 h 16 min    | + 1 h 36 min |
| 3    | Hannu Mikkola       | Arne Hertz     | Audi Quattro A1     | B      | 6 h 26 min    | + 1 h 46 min |
| 4    | Michèle Mouton      | Fabrizia Pons  | Audi Quattro A1     | B      | 6 h 55 min    | + 2 h 15 min |
| 5    | Jayant Shah         | Aslam Khan     | Nissan 240RS        | B      | 7 h 08 min    | + 2 h 28 min |
| 5=   | Rob Collinge        | Stuart Pegg    | Range Rover         | 2      | 7 h 08 min    | + 2 h 28 min |
| 7    | Yoshio Takaoka      | Adrian Bell    | Subaru Leone 4WD    | 2      | 12 h 41 min   | + 8 h 01 min |
| 8    | Yasuhiro Iwase      | Sudhir Vinayak | Nissan Violet 160J  | 2      | 12 h 56 min   | + 8 h 16 min |
| 9    | Ian Duncan          | Gavin Bennett  | Nissan 1200 pick-up | S      | 13 h 25 min   | + 9 h 45 min |
| 10   | Yoshinobu Takahashi | Peter Pringle  | Subaru Leone 4WD    | 2      | 13 h 37 min   | + 9 h 57 min |

#### Eldoret - Nairobi
Les concurrents repartent après cinq heures de pause. Il reste moins de trois cents kilomètres à parcourir pour rallier Nairobi et la victoire semble assurée pour Salonen. Le Finlandais va cependant subir le même sort que ses coéquipiers, une mauvaise lubrification entraînant une rupture de l'arbre à cames. Ses mécaniciens parviennent toutefois à remplacer la pièce en une heure et demie et Salonen pointe au contrôle horaire suivant avec seulement deux minutes de retard sur Vatanen, nouveau leader de la course. Mais la Nissan n'ira pas beaucoup plus loin, une soupape bloquée entraînant la casse du moteur. Mikkola est maintenant second, à sept minutes de Vatanen. Les deux hommes vont faire jeu égal jusqu'à l'arrivée, Vatanen ne perdant qu'une minute sur son compatriote sur les derniers tronçons. Après bien des déboires en débuts de course, il remporte une victoire inattendue, tandis que Mikkola, deuxième devant sa coéquipière Michèle Mouton, effectue une excellente opération dans l'optique du championnat du monde. Collinge disputait la quatrième place à Shah quand, dans les derniers kilomètres, une sortie de route mit fin à sa belle prestation. La dernière étape aura été fatale à quatorze équipages, seules vingt-deux voitures parvenant à rallier l'arrivée.

### Classement général
| Pos | No | Pilote              | Copilote        | Voiture             | Pénalisations | Écart        | Groupe |
| --- | -- | ------------------- | --------------- | ------------------- | ------------- | ------------ | ------ |
| 1   | 2  | Ari Vatanen         | Terry Harryman  | Opel Ascona 400     | 6 h 36 min    |              | B      |
| 2   | 6  | Hannu Mikkola       | Arne Hertz      | Audi Quattro A1     | 6 h 42 min    | + 6 min      | B      |
| 3   | 1  | Michèle Mouton      | Fabrizia Pons   | Audi Quattro A1     | 7 h 35 min    | + 59 min     | B      |
| 4   | 12 | Jayant Shah         | Aslam Khan      | Nissan 240RS        | 7 h 58 min    | + 1 h 22 min | B      |
| 5   | 28 | Yoshio Takaoka      | Shigeo Sunahara | Subaru Leone 4WD    | 13 h 51 min   | + 7 h 15 min | 2      |
| 6   | 17 | Yasuhiro Iwase      | Sudhir Vinayak  | Nissan Violet 160J  | 14 h 03 min   | + 7 h 27 min | 2      |
| 7   | 23 | Yoshinobu Takahashi | Peter Pringle   | Subaru Leone 4WD    | 14 h 42 min   | + 8 h 06 min | 2      |
| 8   | 7  | Johnny Hellier      | John Hope       | Peugeot 504 pick-up | 15 h 07 min   | + 8 h 31 min | B      |
| 9   | 29 | Ian Duncan          | Gavin Bennett   | Nissan 1200 pick-up | 15 h 13 min   | + 8 h 37 min | S      |
| 10  | 25 | Azar Anwar          | Tim Davis       | Nissan Violet 160J  | 15 h 59 min   | + 9 h 23 min | 2      |

### Équipages de tête
- jusqu'au C.H. n°3, la plupart des équipages de pointe à égalité, sans pénalité routière
- Hannu Mikkola -  Arne Hertz (Audi Quattro A1) : du C.H. n°4 au C.H. n°6
- Michèle Mouton -  Fabrizia Pons (Audi Quattro A1) : du C.H. n°7 au C.H. n°16
- Timo Salonen -  Seppo Harjanne (Nissan 240RS) : du C.H. n°17 au C.H. n°22
- Shekhar Mehta -  Rob Combes (Nissan 240RS) : C.H. n°23
- Vic Preston Jr -  John Lyall (Audi Quattro A1) : du C.H. n°24 au C.H. n°69
- Timo Salonen -  Seppo Harjanne (Nissan 240RS) : du C.H. n°70 au C.H. n°78
- Ari Vatanen -  Terry Harryman (Opel Ascona 400) : du C.H. n°79 au C.H. n°87

## Résultats des principaux engagés
| No | Pilote              | Copilote           | Voiture                 | Groupe | Classement général                       | Class. groupe |
| -- | ------------------- | ------------------ | ----------------------- | ------ | ---------------------------------------- | ------------- |
| 1  | Michèle Mouton      | Fabrizia Pons      | Audi Quattro A1         | B      | 3e à 59 min                              | 3e            |
| 2  | Ari Vatanen         | Terry Harryman     | Opel Ascona 400         | B      | 1er                                      | 1er           |
| 3  | Timo Salonen        | Seppo Harjanne     | Nissan 240RS            | B      | ab. dans la 3e étape (moteur)            | -             |
| 4  | Shekhar Mehta       | Rob Combes         | Nissan 240RS            | B      | ab. dans la 1re étape (arbre à cames)    | -             |
| 5  | Mike Kirkland       | Anton Levitan      | Nissan 240RS            | B      | ab. dans la 1re étape (piston)           | -             |
| 6  | Hannu Mikkola       | Arne Hertz         | Audi Quattro A1         | B      | 2e à 6 min                               | 2e            |
| 7  | Johnny Hellier      | John Hope          | Peugeot 504 pick-up     | B      | 8e à 8 h 31 min                          | 5e            |
| 8  | Yoshio Iwashita     | Yoshimasa Nakahara | Nissan Bluebird Turbo   | B      | ab. dans la 3e étape (sortie de route)   | -             |
| 10 | Vic Preston Jr      | John Lyall         | Audi Quattro A1         | B      | ab. dans la 3e étape (sortie de route)   | -             |
| 11 | Rauno Aaltonen      | Lofty Drews        | Opel Ascona 400         | B      | ab. dans la 3e étape (moteur)            | -             |
| 12 | Jayant Shah         | Aslam Khan         | Nissan 240RS            | B      | 4e à 1 h 22 min                          | 4e            |
| 14 | Rob Collinge        | Stuart Pegg        | Range Rover             | 2      | ab. dans la 3e étape (sortie de route)   | -             |
| 15 | Sandro Munari       | Ian Street         | Alfa Romeo Alfetta GTV6 | 2      | ab. dans la 1re étape (moteur)           | -             |
| 17 | Yasuhiro Iwase      | Sudhir Vinayak     | Nissan Violet 160J      | 2      | 6e à 7 h 27 min                          | 2e            |
| 18 | Basil Criticos      | John Rose          | Peugeot 504 pick-up     | B      | ab. dans la 3e étape (boîte de vitesses) | -             |
| 19 | Vic Elford          | Chris Bates        | Subaru Leone 4WD        | 2      | ab. dans la 3e étape (suspension)        | -             |
| 20 | Wolfgang Stiller    | Hans Schüller      | Nissan Bluebird Turbo   | A      | 12e à 12 h 00 min                        | 1er           |
| 21 | Ramesh Khoda        | Jasvinder Matharu  | Subaru Leone 4WD        | 2      | 11e à 9 h 25 min                         | 5e            |
| 23 | Yoshinobu Takahashi | Peter Pringle      | Subaru Leone 4WD        | 2      | 7e à 8 h 06 min                          | 3e            |
| 25 | Azar Anwar          | Tim Davis          | Nissan Violet 160J      | 2      | 10e à 9 h 23 min                         | 4e            |
| 28 | Yoshio Takaoka      | Shigeo Sunahara    | Subaru Leone 4WD        | 2      | 5e à 7 h 15 min                          | 1er           |
| 29 | Ian Duncan          | Gavin Bennett      | Nissan 1200 pick-up     | S      | 9e à 8 h 37 min                          | 1er           |
| 86 | Frank Tundo         | Quentin Thomson    | Subaru Leone 4WD        | 2      | ab. dans la 3e étape (direction)         | -             |

## Classements des championnats à l'issue de la course

### Constructeurs
- Attribution des points : 10, 9, 8, 7, 6, 5, 4, 3, 2, 1 respectivement aux dix premières marques de chaque épreuve, additionnés de 8, 7, 6, 5, 4, 3, 2, 1 respectivement aux huit premières de chaque groupe (seule la voiture la mieux classée de chaque constructeur marque des points). Les points de groupe ne sont attribués qu'aux concurrents ayant terminé dans les dix premiers au classement général. Autorisées à participer, les voitures des groupes 2 et 4 ne sont pas éligibles aux points. Respectivement treizième et seizième du Rallye du Portugal, Citroën et Opel sont considérés neuvième et dixième de cette épreuve dans le cadre du championnat, car précédés par des voitures des groupes 2 ou 4, et marquent donc des points. De même au Safari, où Peugeot et Toyota, respectivement huitième et vingt-et-unième, sont considérés cinquième et huitième.

- Seuls les sept meilleurs résultats (sur dix épreuves) sont retenus pour le décompte final des points.

| Pos. | Marque  | Points | M-C  | POR  | SAF  | COR | ACR | NZ | ARG | FIN | SAN | RAC |
| ---- | ------- | ------ | ---- | ---- | ---- | --- | --- | -- | --- | --- | --- | --- |
| 1    | Audi    | 48     | 8+6  | 10+8 | 9+7  |     |     |    |     |     |     |     |
| 2    | Opel    | 37     | 6+4  | 1+8  | 10+8 |     |     |    |     |     |     |     |
| 3    | Lancia  | 32     | 10+8 | 8+6  | -    |     |     |    |     |     |     |     |
| 4    | Nissan  | 16     | -    | 3+1  | 7+5  |     |     |    |     |     |     |     |
| 5    | Peugeot | 10     | -    | -    | 6+4  |     |     |    |     |     |     |     |
| 5=   | Toyota  | 10     | -    | -    | 3+7  |     |     |    |     |     |     |     |
| 7    | Talbot  | 8      | -    | 5+3  | -    |     |     |    |     |     |     |     |
| 8    | Renault | 6      | 4+2  | -    | -    |     |     |    |     |     |     |     |
| 9    | Citroën | 2      | -    | 2+0  | -    |     |     |    |     |     |     |     |

### Pilotes
- Attribution des points : 20, 15, 12, 10, 8, 6, 4, 3, 2, 1 respectivement aux dix premiers de chaque épreuve.
- Seuls les sept meilleurs résultats (sur douze épreuves) sont retenus pour le décompte final des points. Autorisés à participer, les pilotes courant sur des voitures des groupes 2 et 4 ne sont pas éligibles aux points.

| Pos. | Pilote             | Marque     | Points | M-C | SUE | POR | SAF | COR | ACR | NZ | ARG | FIN | SAN | CIV | RAC |
| ---- | ------------------ | ---------- | ------ | --- | --- | --- | --- | --- | --- | -- | --- | --- | --- | --- | --- |
| 1    | Hannu Mikkola      | Audi       | 65     | 10  | 20  | 20  | 15  |     |     |    |     |     |     |     |     |
| 2    | Michèle Mouton     | Audi       | 37     | -   | 10  | 15  | 12  |     |     |    |     |     |     |     |     |
| 3    | Ari Vatanen        | Opel       | 34     | 8   | 6   | -   | 20  |     |     |    |     |     |     |     |     |
| 4    | Walter Röhrl       | Lancia     | 32     | 20  | -   | 12  | -   |     |     |    |     |     |     |     |     |
| 5    | Stig Blomqvist     | Audi       | 27     | 12  | 15  | -   | -   |     |     |    |     |     |     |     |     |
| 6    | Markku Alén        | Lancia     | 25     | 15  | -   | 10  | -   | -   |     |    |     |     |     |     |     |
| 7    | Lasse Lampi        | Audi       | 12     | -   | 12  | -   | -   |     |     |    |     |     |     |     |     |
| 8    | Jayant Shah        | Nissan     | 10     | -   | -   | -   | 10  |     |     |    |     |     |     |     |     |
| 9    | Kalle Grundel      | Volkswagen | 8      | -   | 8   | -   | -   |     |     |    |     |     |     |     |     |
| 9=   | Adartico Vudafieri | Lancia     | 8      | -   | -   | 8   | -   |     |     |    |     |     |     |     |     |
| 9=   | Johnny Hellier     | Peugeot    | 8      | -   | -   | -   | 8   |     |     |    |     |     |     |     |     |
| 12   | Henri Toivonen     | Opel       | 6      | 6   | -   | -   | -   |     |     |    |     |     |     |     |     |
| 12=  | Antonio Zanini     | Talbot     | 6      | -   | -   | 6   | -   |     |     |    |     |     |     |     |     |
| 12=  | Wolfgang Stiller   | Nissan     | 6      | -   | -   | -   | 6   |     |     |    |     |     |     |     |     |